# Мидуэй (фильм, 2019)
«Ми́дуэй» (англ. Midway) — художественный фильм 2019 года, посвящённый событиям битве за Мидуэй  в жанре исторической драмы и боевика (военная драма). Режиссёр — Роланд Эммерих, сценарий фильма написал Уэс Тук. Главные роли в фильме исполняют Вуди Харрельсон, Люк Эванс и Мэнди Мур. Фильм вышел в прокат 8 ноября 2019 года.

## Сюжет
В фильме рассказываются две истории: героем первой является военно-морской лётчик лейтенант Дик Бест и авиагруппа авианосца «USS Enterprise», а другой — офицер разведки Эдвин Т. Лэйтон.
Декабрь 1937 года. На встрече военно-морского атташе США и его коллеги в Токио, обсуждаются позиции США и Японии в Тихом океане. 
Кратко рассказывается об атаке на Перл-Харбор (декабрь 1941 года), сражении в Коралловом море (май 1942 г.), описывается планирование битвы за Мидуэй (июнь 1942 г.). 
Американцы перехватывают сообщения японцев, где говорится о некоей цели атаки «AF». Джозеф Рошфорт и его команда дешифровщиков пытаются взломать японский код.  Адмирал Честер Нимиц, сообщает Лэйтону, что по мнению в Вашингтоне, цель «AF» находится на Алеутских островах. Лэйтон считает что целью является атолл Мидуэй. После встречи с Рошфортом Нимиц ставит перед командой Рошфорта задачу доказать, что «AF» — это Мидуэй. Лэйтон отправляет на Мидуэй приказ передать в незашифрованном виде сообщение, что на Мидуэе страдают от нехватки воды. Дешифровщики Рошфорта находят в японских сообщениях сведения о нехватке воды на «AF», таким образом подтверждая, что «AF» — Мидуэй. Нимиц решает устроить засаду для японского флота, он отзывает авианосцы «USS Hornet» и «Enterprise» из Кораллового моря и приказывает приготовить к бою поврежденный авианосец «USS Yorktown».
Японский флот подходит к Мидуэю. Подводной лодке USS Nautilus удается проскользнуть через оборонительный ряд японских эсминцев и пустить торпеду в авианосец. Торпеда проходит мимо цели, адмирал Тамон Ямагути приказывает эсминцу IJN Arashi потопить «Наутилус». Японский флот быстро покидает место контакта. Эскадрилья американских пикирующих бомбардировщиков, под командованием Кларенса Маккласки замечает эсминец «Араси», возвращающийся к основным силам флота и следует за ним. Американцы наносят мощный удар: три японских авианосца погибают. Адмирал Спруэнс приказывает кораблям авианосной группы добить последний японский авианосец Hiryu. На пути к цели американские самолёты встречают японские истребители и бомбардировщики, нацелившиеся на американские авианосцы, происходит грандиозный воздушный бой с большими обоюдными потерями. Оставшиеся американские самолёты атакуют авианосец Hiryu, лейтенанту Бесту удаётся сбросить на Hiryu 500-фунтовую бомбу. Обреченный Hiryu добит торпедами японского эсминца. Все четыре японских авианосца погибают в битве за Мидуэй. Также погибает половина американских самолётов, включая большую часть эскадрилий торпедоносцев.
В Перл-Харборе Рошфорт расшифровывает японский приказ об отступлении и передает его Лэйтону, тот передаёт его Нимицу.

## В ролях
- Вуди Харрельсон — адмирал Честер Нимиц
- Люк Эванс — коммандер Кларенс Маккласки
- Эд Скрейн — лейтенант Ричард «Дик» Бест
- Мэнди Мур — Энн Бест, жена лейтенанта Бэста
- Патрик Уилсон — коммандер Эдвин Лэйтон
- Бреннан Браун[en] — коммандер Джозеф Рошфорт
- Аарон Экхарт — подполковник Джеймс Дулиттл
- Ник Джонас — авиамеханик Бруно Гайдо
- Деннис Куэйд — адмирал Уильям «Буйвол» Холси
- Киан Джонсон — старший радист Джеймс Мюррей
- Люк Клайнтенк — лейтенант Кларэнс Эрл Дикинсон
- Даррен Крисс — коммандер Юджин Линдси
- Александр Людвиг — лейтенант Рой Пирс
- Брэндон Скленар — Джордж Гэй
- Джеймс Карпинелло[en] — капитан Уильям Брокман
- Хироаки Синтани — император Хирохито
- Ида Хиромото — премьер-министр Тодзио Хидэки
- Таданобу Асано — адмирал Тамон Ямагути
- Эцуси Тоёкава[en] — адмирал Исороку Ямамото
- Дзюн Кунимура[en] — вице-адмирал Тюити Нагумо
- Хиро Канагава — коммандер Исамо Фудзита
- Питер Шинкода[en] — капитан Минору Гэнда
- Себастьян Пиготт — американский военный моряк
- Мэттью Маккоул — штабной офицер
- Дин Шаллер[en] — Джек Маккинзи[en], оператор Форда[en]

## Производство
23 мая 2017 года сообщалось о том, что Роланд Эммерих будет режиссировать фильм о Второй мировой войне под названием «Мидуэй». В апреле 2018 года Вуди Харрельсон и Мэнди Мур присоединились к актёрскому составу фильма. В июле 2018 года Люк Эванс проходил пробы на роль коммандера Уэйда Маккласки, который получил военно-морской крест за свою роль в битве за Мидуэй. Робби Баумгартнер был привлечён в съёмочную группу в качестве кинооператора.
В августе среди прочих к актёрскому составу фильма присоединились Патрик Уилсон, Эд Скрейн, Аарон Экхарт, Ник Джонас, Таданобу Асано и Деннис Куэйд. Даррен Крисс, Александр Людвиг и Брэндон Склинэр были приняты в актёрский состав фильма в сентябре.
Съёмки начались 5 сентября 2018 года в Гонолулу. Съёмки фильма проходили также в Монреале.

## Выход
Фильм был выпущен 8 ноября 2019 года, в уик-энд Дня ветеранов.